# Robot
Un robot (pron. robòt o robó, all'inglese ròbot) è una qualsiasi macchina (più o meno antropomorfa) in grado di svolgere, più o meno indipendentemente, un lavoro al posto dell'uomo. Il nome proviene dalla parola ceca robota che significa lavoro pesante, a sua volta derivata dall'antico slavo ecclesiastico rabota, servitù; raramente è italianizzato in roboto (robòto).

## Origine del termine
«Il vecchio Rossum, grande filosofo, [...] cercò di imitare con una sintesi chimica la sostanza viva detta protoplasma finché un bel giorno scoprì una sostanza il cui comportamento era del tutto uguale a quello della sostanza viva sebbene presentasse una differente composizione chimica, era l'anno 1932 [...]. Per esempio, poteva ottenere una medusa con il cervello di Socrate oppure un lombrico lungo cinquanta metri. Ma poiché non aveva nemmeno un pochino di spirito, si ficcò in testa che avrebbe fabbricato un normale vertebrato, addirittura l'uomo. [...] Doveva essere un uomo, visse tre giorni completi. Il vecchio Rossum non aveva un briciolo di gusto. Quel che fece era terribile. Ma dentro aveva tutto quello che ha un uomo. Davvero, un lavoro proprio da certosino. E allora venne l'ingegner Rossum, il nipote del vecchio. Una testa geniale. Appena vide quel che stava facendo il vecchio, disse: È assurdo fabbricare un uomo in dieci anni. Se non lo fabbricherai più rapidamente della natura, ce ne possiamo benissimo infischiare di tutta questa roba. [...] Gli bastò dare un'occhiata all'anatomia per capire subito che si trattava d'una cosa troppo complicata e che un buon ingegnere l'avrebbe realizzata in modo più semplice. [...] Quale operaio è migliore dal punto di vista pratico? È quello che costa meno. Quello che ha meno bisogni. Il giovane Rossum inventò l'operaio con il minor numero di bisogni. Dovette semplificarlo. Eliminò tutto quello che non serviva direttamente al lavoro. Insomma, eliminò l'uomo e fabbricò il Robot.»

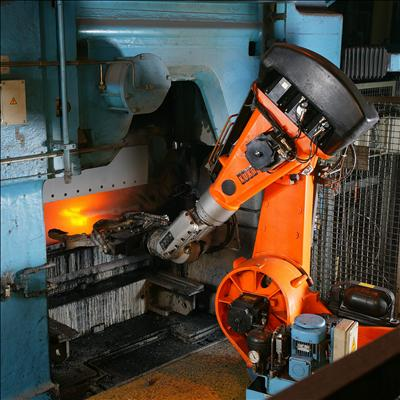
Robot industriale

Il termine robot deriva dal termine ceco robota, che significa lavoro pesante o lavoro forzato (al plurale in ceco è roboty, mentre in italiano è invariabile). L'introduzione di questo termine si deve allo scrittore ceco Karel Čapek, il quale usò per la prima volta il termine nel 1920 nel suo dramma teatrale R.U.R. per definire l'operaio artificiale. In realtà come affermato dall'autore stesso nel testo La parola robot, non fu il vero inventore della parola, che gli venne suggerita al posto dell'originario "labor" dal fratello Josef, scrittore e pittore cubista. I due avevano già affrontato il tema in alcuni testi scritti a quattro mani e in particolare nel racconto del 1917 di Josef Čapek, Opilec (L'ubriacone), nel quale però aveva usato il termine automat, automa. Il grande successo delle rappresentazioni dell'opera di Čapek in tutto il mondo servì a diffondere il termine robot, che è stato poi assimilato in quasi tutte le lingue del mondo.
Secondo altre ricerche, tuttavia, la parola robot compariva già verso la metà del XIX secolo: in The Modern Vassal di John Wilmer (1849), in Elements of Political Economy di Henry Dunning Macleod (1848), in The Village Notary. A Romance of Hungarian Life di József Eötvös (1850), in Austria di Peter Evan Turnbull (1849), in Hungary in 1851 di Charles Loring Brace (1852), in Il caso dell'uomo deforme di Sir Arthur Conan Doyle (1893). Il vocabolo risulterebbe dunque esistente oltre mezzo secolo prima che la adoperasse Čapek e ben diffuso in Europa centro-orientale per indicare la servitù della gleba. Esiste inoltre un vocabolario ceco-italiano stampato nel 1831 a Praga che registra la parola robot traducendola come "giorni di lavoro". In conclusione, il vocabolo non sarebbe stato coniato da Čapek ma risalirebbe, almeno, a quasi un secolo prima di questa sua attribuzione.
La radice della parola non è solo della lingua ceca, infatti parole simili esistono in varie lingue slave: robota significa lavoro anche in polacco, ed in russo ed ucraino è rabota; in polacco esiste anche il termine robotnik, operaio, mentre il verbo robić significa fare.
Anche se i robot di Čapek erano uomini artificiali organici, la parola robot viene quasi sempre usata per indicare un uomo meccanico. Il termine androide (dal greco anèr, andròs, uomo, e che quindi può essere tradotto a forma d'uomo) può essere usato in entrambi i casi, mentre un cyborg (organismo cibernetico o uomo bionico) indica una creatura che combina parti organiche e meccaniche (uomo bionico).
Il termine robotica venne usato per la prima volta (su carta stampata) nel racconto di Isaac Asimov intitolato Bugiardo! (Liar!, 1941), presente nella sua famosa raccolta Io, robot. In esso, egli citava le tre regole della robotica, che in seguito divennero le Tre leggi della robotica (poi accresciute a quattro con l'introduzione della Legge Zero).
L'idea di persone artificiali risale almeno all'antica leggenda di Cadmo, che seppellì dei denti di drago che si trasformarono in soldati; e al mito di Pigmalione, la cui statua di Galatea prese vita. Nella mitologia classica, il deforme dio del metallo (Vulcano o Efesto) creò dei servi meccanici, che andavano dalle intelligenti damigelle dorate a più utilitaristici tavoli a tre gambe che potevano spostarsi di loro volontà. La leggenda ebraica ci parla del Golem, una statua di argilla, animata dalla magia cabalistica. Nell'estremo Nord canadese e nella Groenlandia occidentale, le leggende Inuit raccontano di Tupilak (o Tupilaq), che può essere creato da uno stregone per dare la caccia e uccidere un nemico. Usare un Tupilaq per questo scopo può essere un'arma a doppio taglio, in quanto una vittima abbastanza ferrata in stregoneria può fermare un Tupilaq e riprogrammarlo per cercare e distruggere il suo creatore.
Il primo progetto documentato di un robot umanoide venne fatto da Leonardo da Vinci attorno al 1495. Degli appunti di Da Vinci, riscoperti negli anni cinquanta, contengono disegni dettagliati per un cavaliere meccanico, che era apparentemente in grado di alzarsi in piedi, agitare le braccia e muovere testa e mascella. Il progetto era probabilmente basato sulle sue ricerche anatomiche registrate nell'Uomo vitruviano.
Il primo robot funzionante conosciuto venne creato nel 1738 da Jacques de Vaucanson, che fabbricò un androide che suonava il flauto, così come un'anatra meccanica che, secondo le testimonianze, mangiava e defecava. Nel racconto breve di E.T.A. Hoffmann L'uomo della sabbia (1817) compariva una donna meccanica a forma di bambola, nel racconto Storia filosofica dei secoli futuri (1860) Ippolito Nievo indicò l'invenzione dei robot (da lui chiamati "omuncoli", "uomini di seconda mano" o "esseri ausiliari") come l'invenzione più notevole della storia dell'umanità, e in Steam Man of the Prairies (1865) Edward S. Ellis espresse l'affascinazione americana per l'industrializzazione. Giunse un'ondata di storie su automi umanoidi, che culminò nell'Uomo elettrico di Luis Senarens, nel 1885.
Una volta che la tecnologia avanzò al punto che la gente intravedeva delle creature meccaniche come qualcosa più che dei giocattoli, la risposta letteraria al concetto di robot rifletté le paure che gli esseri umani avrebbero potuto essere rimpiazzati dalle loro stesse creazioni. Frankenstein (1818), che viene spesso definito il primo romanzo di fantascienza, è divenuto un sinonimo di questa tematica. Quando il dramma di Čapek, R.U.R., introdusse il concetto di una catena di montaggio operata da robot che costruivano altri robot, il tema prese delle sfumature politiche e filosofiche, ulteriormente disseminate da film classici come Metropolis (1927), il popolare Guerre stellari (1977), Blade Runner (1982) e Terminator (1984).
Nella introduzione al suo romanzo Abissi d'acciaio, Asimov ha detto di avere fatto in tale serie «Il primo uso della parola robotica nella storia del mondo, per quanto ne so».

## Descrizione

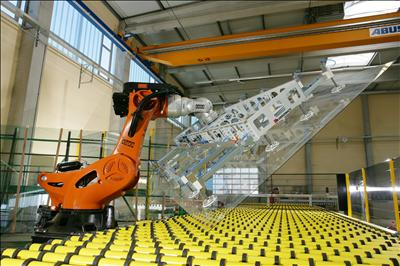
Robot usato per sollevare lastre di vetro.

Nel linguaggio comune, un robot è un'apparecchiatura artificiale che compie determinate azioni in base ai comandi che gli vengono dati e alle sue funzioni, sia in base ad una supervisione diretta dell'uomo, sia autonomamente basandosi su linee guida generali, magari usando processi di intelligenza artificiale; questi compiti tipicamente dovrebbero essere eseguiti al fine di sostituire o coadiuvare l'uomo, come ad esempio nella fabbricazione, costruzione, manipolazione di materiali pesanti e pericolosi, o in ambienti proibitivi o non compatibili con la condizione umana o semplicemente per liberare l'uomo da impegni.
Un robot così definito dovrebbe essere dotato di connessioni guidate dalla retroazione tra percezione e azione, e non dal controllo umano diretto. L'azione può prendere la forma di motori elettromagnetici, o attuatori, che muovono un arto, aprono e chiudono una pinza, o fanno deambulare il robot. Il controllo passo-passo e la retroazione sono forniti da un programma che viene eseguito da un computer esterno o interno al robot, o da un microcontroller. In base a questa definizione, il concetto di robot può comprendere quasi tutti gli apparati automatizzati.

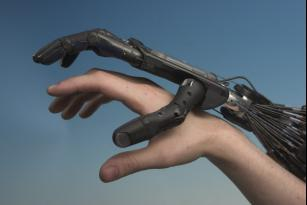
Mano umana e robotica a confronto.

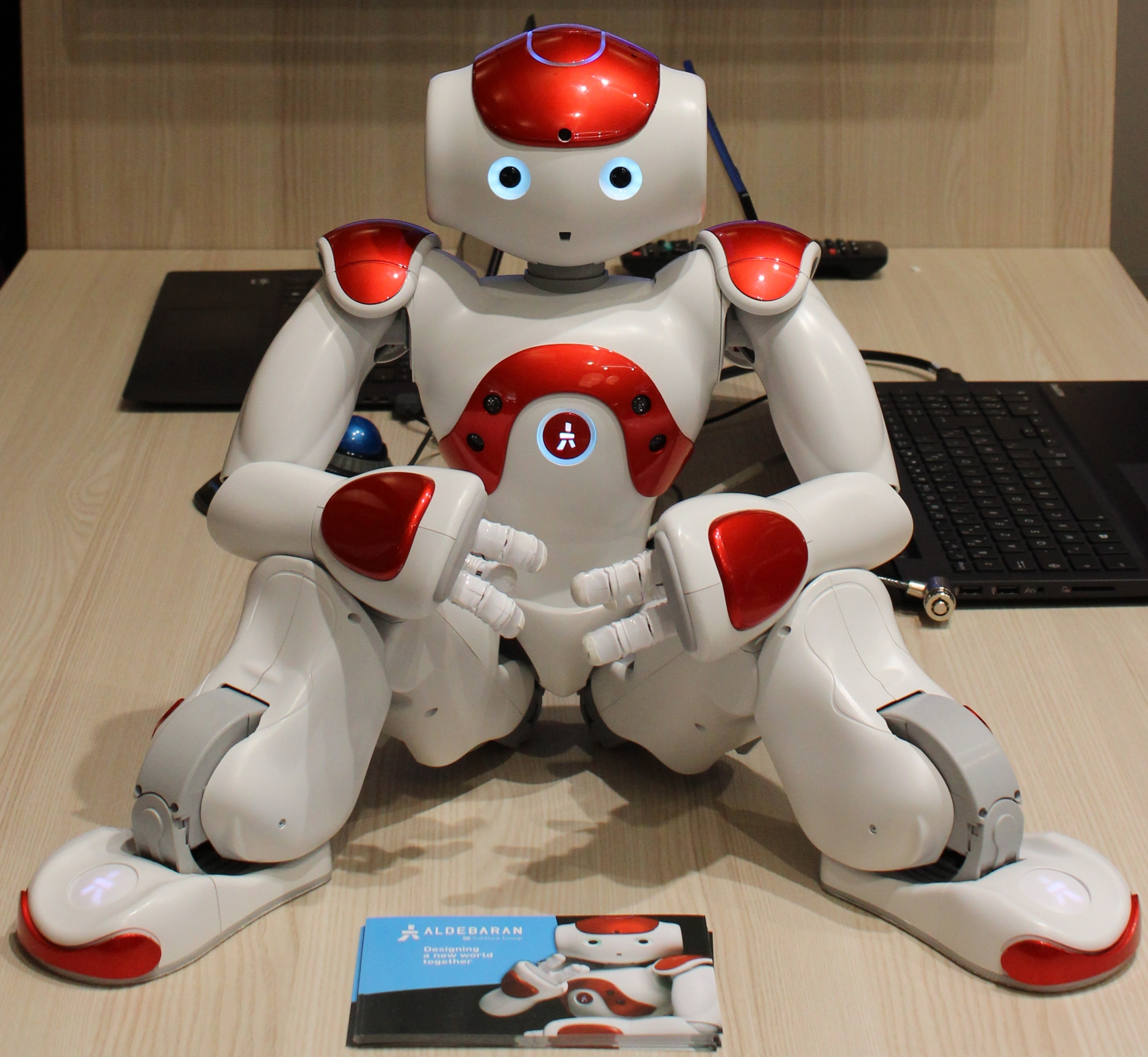
Innorobo 2015 - NAO - robot umanoide di taglia media, autonomo e programmabile.

In alternativa, il termine robot viene usato per indicare un essere artificiale, un automa o androide, che replichi e somigli ad un animale (reale o immaginario) o ad un uomo. Il termine ha finito per essere applicato a molte macchine che sostituiscono direttamente un umano o un animale, nel lavoro o nel gioco. In questo modo, un robot può essere visto come un tentativo di biomimica. L'antropomorfismo è forse ciò che ci rende così riluttanti a riferirci a una moderna e complessa lavatrice, come a un robot. Comunque, nella comprensione moderna, il termine implica un grado di autonomia che escluderebbe molte macchine automatiche dal venire chiamate robot. Si tratta di una ricerca per robot sempre più autonomi, il che è il maggiore obbiettivo della ricerca robotica e il motivo che guida gran parte del lavoro sull'intelligenza artificiale.
Le discipline coinvolte nella progettazione e realizzazione dei robot sono molteplici: robotica, cibernetica, meccanica, automatica, elettronica, meccatronica, informatica, intelligenza artificiale, ecc.

### Caratteristiche

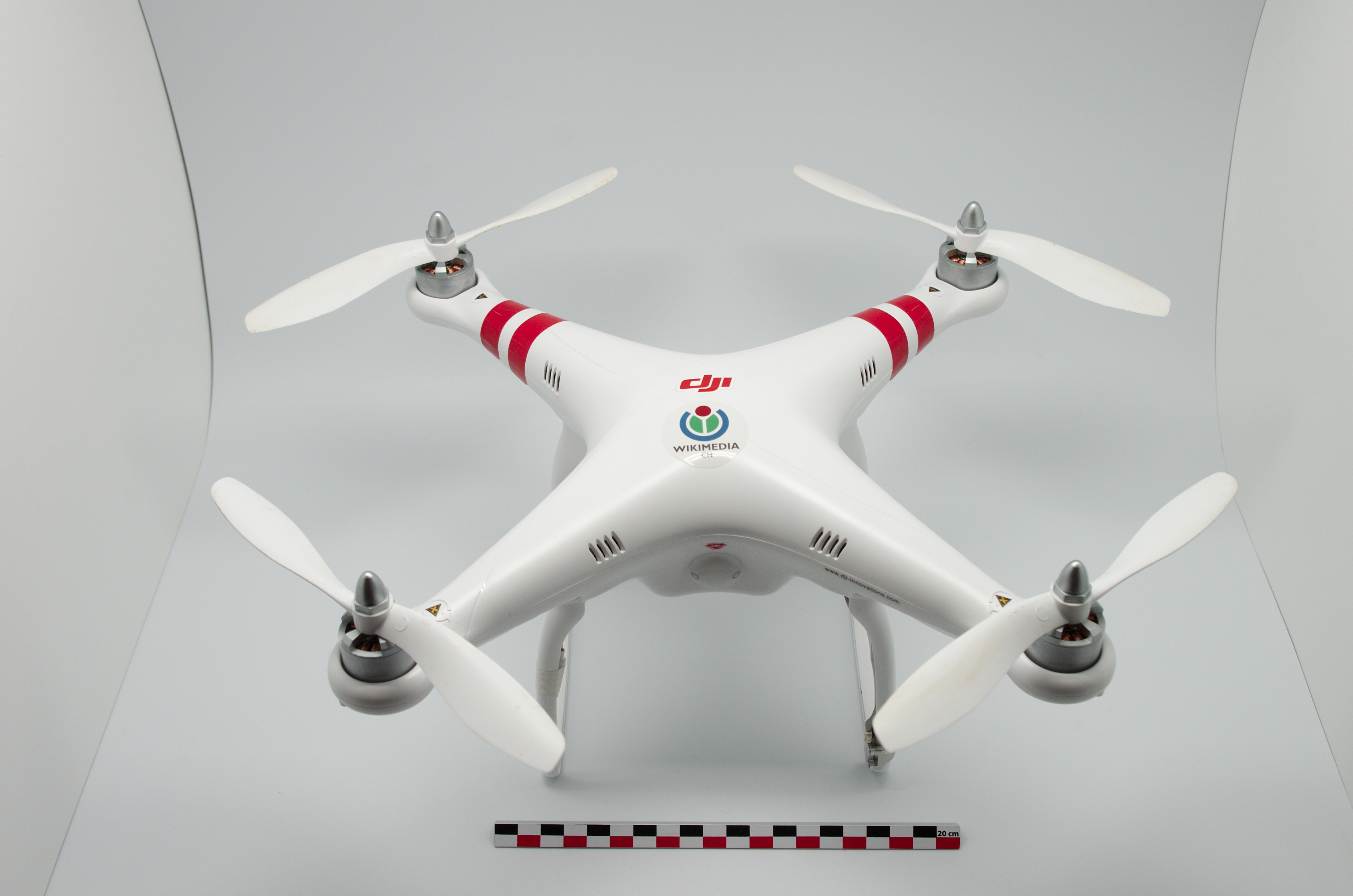
I droni sono sistemi robotici che hanno avuto una grande diffusione, anche in ambito amatoriale.

I robot utilizzati sono di fatto dei sistemi ibridi complessi costituiti da vari sottosistemi quali computer (es. microcontrollori) ovvero da una parte hardware elettronica opportunamente programmata tramite software che regola o controlla una parte meccanica costituita da servomeccanismi per l'esecuzione dei compiti meccanici desiderati; esistono moltissime tipologie di Robot differenti sviluppate per assolvere i compiti più disparati. Ormai è larghissimo l'impiego dei robot nell'industria metalmeccanica (es. catene di montaggio) e non solo. Si possono catalogare i robot in due macro categorie: "autonomi" e "non autonomi".

#### Robot non autonomi
I robot "non autonomi" sono i classici robot utilizzati per adempiere a specifici compiti che riescono ad assolvere in maniera più efficace dell'uomo; alcuni casi sono i robot utilizzati nelle fabbriche (robot industriale) con l'enorme vantaggio di poter ottenere una produzione più precisa, veloce ed a costi ridotti senza utilizzo o con ridotta manodopera umana; oppure i robot utilizzati per lavorare in ambienti ostili (ad esempio su Marte) o con sostanze tossiche; questi robot sono detti "non autonomi" poiché sono guidati da un software deterministico che fa eseguire loro il lavoro in modo ripetitivo (vedi automazione industriale) oppure sono direttamente pilotati dall'uomo (vedi i robot utilizzati dagli artificieri).
Tra gli esempi di robot "non autonomi" gli ultimi esemplari introdotti nella catena di montaggio del modello Fiesta negli stabilimenti di Colonia in Germania della Casa automobilistica Ford. Già dall'agosto 2016 sono in fase di sperimentazione l'uso dei CO-BOTS robot collaborativi in grado di lavorare insieme agli operai della catena di montaggio.

#### Robot autonomi
I robot "autonomi" sono invece caratterizzati dal fatto che operano in totale autonomia ed indipendenza dall'intervento umano e sono in grado di prendere decisioni anche a fronte di eventi inaspettati. Questi Robot sono programmati solitamente con algoritmi che si rifanno a tecniche di intelligenza artificiale: algoritmi genetici, logica fuzzy, apprendimento automatico, reti neurali. I robot autonomi sono adatti a svolgere compiti in ambienti non noti a priori; tipicamente si tratta di robot mobili. Alcuni piccoli robot autonomi vengono utilizzati per il taglio dell'erba nei giardini e nelle pulizie domestiche: essi autonomamente decidono quando partire, dove tagliare/pulire e quando tornare alla base per ricaricarsi.
Nell'industria cinematografica l'uso dei robot è applicato nella realizzazione degli effetti speciali, realizzando macchine comandate (gli animatroni) che simulino al meglio la verosimiglianza dei movimenti (ad esempio lo squalo utilizzato nel film Lo squalo o i dinosauri di Jurassic Park). Massimi realizzatori di questo genere di robot sono stati Carlo Rambaldi e Stan Winston.

### Generazioni di robot
- Robot di prima generazione: si definiscono così, i robot in grado semplicemente di eseguire sequenze prestabilite di operazioni indipendentemente dalla presenza o dall'intervento dell'uomo.
- Robot di seconda generazione: questi robot hanno la capacità di costruire un'immagine (modello interno) del mondo esterno, di correggerla e perfezionarla continuamente. È in grado di scegliere la migliore strategia di controllo. Il robot di seconda generazione è in grado di finire ciò che gli è stato programmato malgrado la presenza di fenomeni di disturbo non prevedibili a priori.
- Robot di terza generazione: hanno un'intelligenza artificiale. Questo robot è in grado di costruire nuovi algoritmi e di verificarne la coerenza da solo.

### Status giuridico dei robot
Per soggettività giuridica si intende la capacità di ogni essere umano di essere soggetto di diritto, che si acquista al momento della nascita e comporta la titolarità di diritti e doveri. La personalità giuridica, invece, viene accordata dal legislatore ad enti dotati di determinate caratteristiche, che diventano in questo modo soggetti di diritto. Il riconoscimento della soggettività giuridica per le persone e l'attribuzione della personalità giuridica agli enti sono due meccanismi per considerare soggetto di diritto una persona/entità che diventa in questo modo centro unitario di imputazione e titolare di situazioni giuridiche soggettive. In astratto, quindi, lo status giuridico può essere accordato anche a soggetti diversi dalle persone fisiche, e quindi potenzialmente anche ai robot. Si ritiene possibile inquadrare i robot tra i soggetti di diritto, in quanto l'attribuzione di posizioni giuridiche soggettive spetta ai singoli ordinamenti che hanno la libertà di imputarle anche a esseri non umani ed a enti.

#### Soggettività tributaria
Nell'ordinamento italiano, in ambito tributario, il concetto di soggettività viene in rilievo per individuare il soggetto passivo del tributo. Presupposto dell'imposizione fiscale è la capacità contributiva, prevista dall'articolo 53 della Costituzione italiana. La nozione di soggettività passiva nel diritto tributario è quindi più ampia di quella di personalità giuridica in ambito civilistico, tanto da comprendere le persone fisiche, le persone giuridiche e tutti quegli enti idonei a manifestare il presupposto d'imposta. La Corte Costituzionale italiana ha sottolineato in più sentenze che la capacità contributiva può essere individuata dal legislatore in qualunque indice di ricchezza, salvo però il controllo di costituzionalità in materia di arbitrarietà e irrazionalità della misura dell’imposizione da parte della stessa Corte Costituzionale. Secondo parte della dottrina, per riconoscere la capacità contributiva dei robot il legislatore dovrebbe definire la fattispecie imponibile sia in senso oggettivo che in senso soggettivo. Ammettendo che il robot venga considerato una situazione giuridica di carattere soggettivo, affinché il tributo possa essere preteso, occorre capacità contributiva. Il legislatore potrebbe apprezzare la capacità contributiva in maniera diversa privilegiando ora il valore patrimoniale del robot, ora la produzione del reddito derivante dalla sua attività, ora il risparmio di spesa che consente l'utilizzo del robot.

## Sviluppi futuri

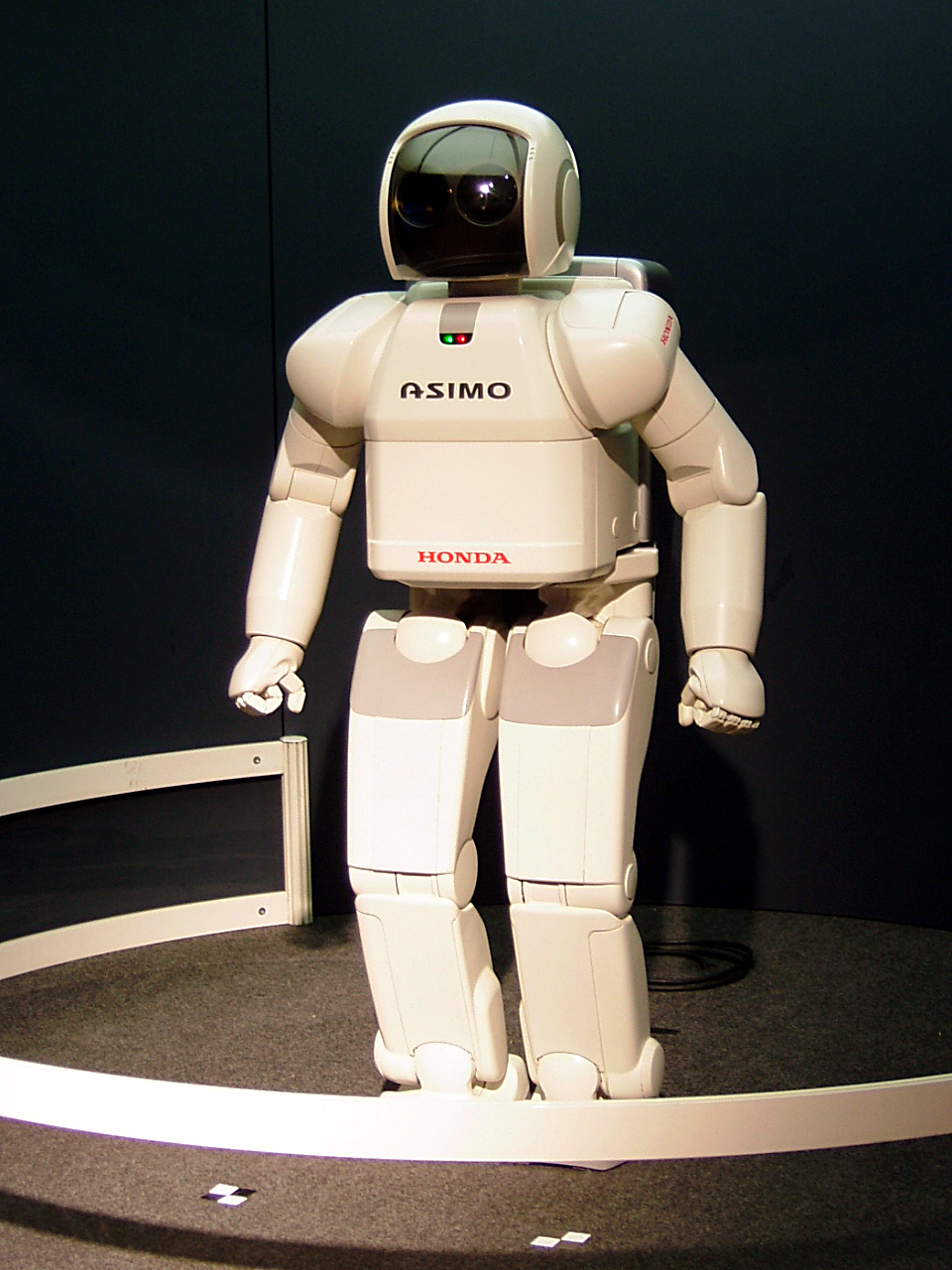
Asimo, uno dei più avanzati robot bipedi.

Quando gli studiosi di robotica iniziarono i primi tentativi di imitare l'andatura di uomini e animali, scoprirono che era incredibilmente difficile; era richiesta una capacità di calcolo molto superiore a quella disponibile all'epoca. Così si diede enfasi ad altre aree di ricerca. Semplici robot con le ruote furono usati per condurre esperimenti su comportamento, navigazione, e studio del percorso. Quando gli ingegneri furono pronti a tentare di far camminare di nuovo i robot, scelsero di provare con esapodi o altre piattaforme a più zampe, simili per forma e movimento agli insetti ed agli artropodi. Questa scelta ha portato a risultati di grande flessibilità ed adattabilità a diversi ambienti. La maggiore stabilità statica data dalle quattro o più zampe rende più facile il lavorare con loro. Solo verso la fine del ventesimo secolo si sono fatti progressi verso robot deambulanti bipedi.

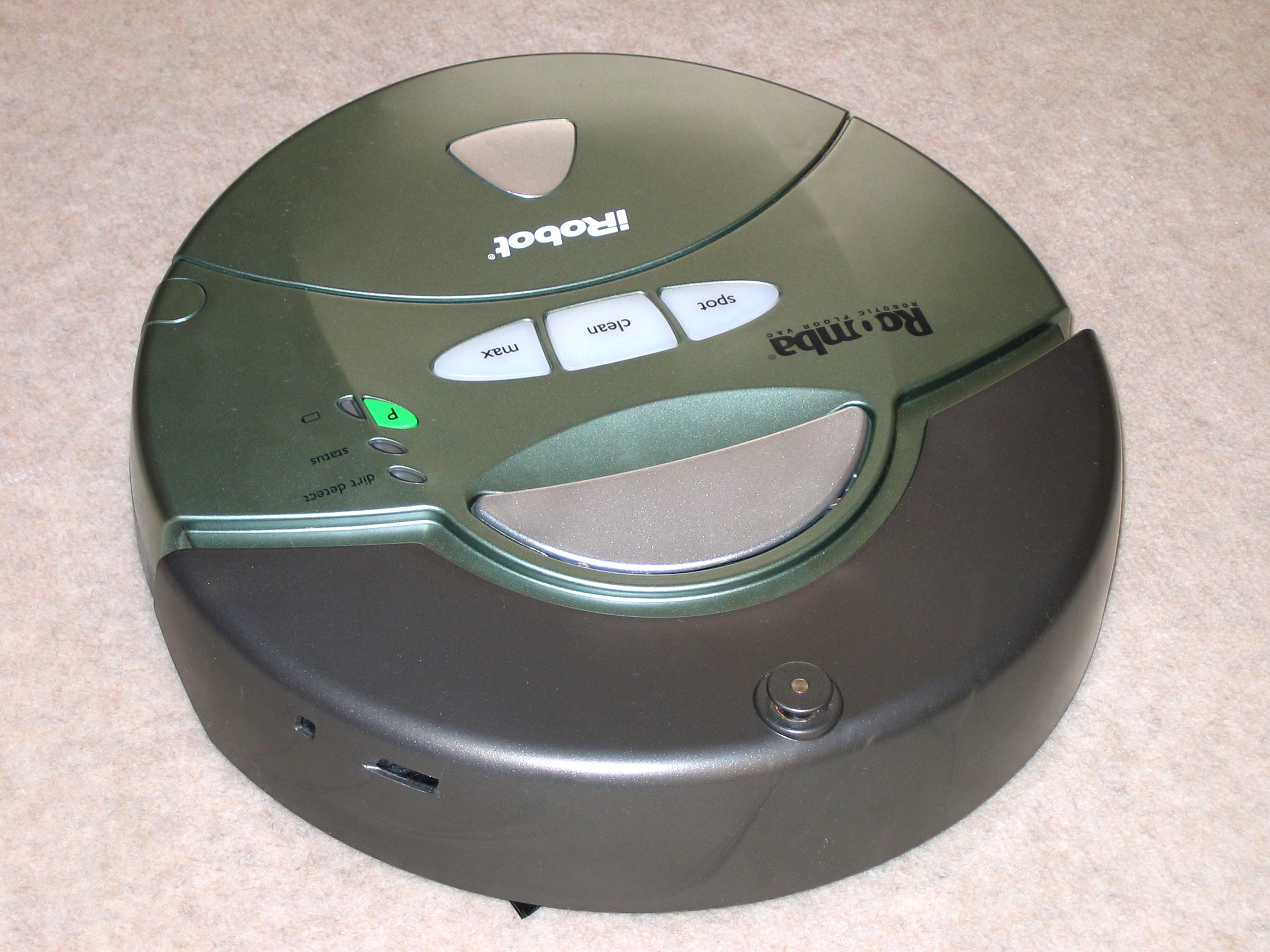
Robot pulitore. I robot potrebbero sostituire l'uomo nello svolgimento di molte faccende domestiche.

Un altro campo di grandi progressi è quello medico. Alcune società produttrici hanno ottenuto le necessarie autorizzazioni per poter far utilizzare i loro robot in operazioni chirurgiche dall'invasività minima. Un settore affine, quello dell'automazione dell'attività di laboratorio analitico, vede robot da banco impegnati nelle attività routinarie di incubazione, manipolazione di campioni ed analisi chimica e biochimica.
Altri campi in cui è probabile che i robot sostituiscano il lavoro umano sono l'esplorazione del mare profondo e l'esplorazione spaziale. Per questi compiti sono di norma preferite delle strutture robotiche di tipo artropode. Mark W. Tilden ex ricercatore dei Los Alamos National Laboratories si è specializzata in "gambe" economiche, piegabili ma non snodate, mentre altri cercano di replicare il movimento tipico dei granchi.
Il 17 agosto 2016 la NASA annuncia che su Marte potrebbero andare dei robot umanoidi in grado di accompagnare l'uomo nelle prossime missioni spaziali. Per tale motivo l'Ente americano ha lanciato un concorso internazionale per incentivarne la messa a punto. Tale programmazione consentirà all'umanoide di aiutare gli astronauti umani a compiere operazioni utili e propedeutiche alla nostra sopravvivenza come la preparazione dell'habitat iniziale, la messa a punto delle linee di comunicazione e i sistemi di supporto vitale così come l'impostazione delle primissime fasi della ricerca scientifica sul suolo marziano. La sfida è già aperta e, dopo le iscrizioni, per la programmazione di robot-astronauti in grado di identificare e riparare guasti vari interni ed esterni ai moduli spaziali, si preannuncia che le sfide termineranno nel giugno del 2017.
Robot alati sperimentali e altri esempi che sfruttano la biomimica sono nelle prime fasi di sviluppo. I cosiddetti "nanomotori" e gli "smart wire" promettono di semplificare drasticamente il movimento, mentre sembra probabile che la stabilizzazione in volo verrà migliorata da giroscopi estremamente piccoli. Un impulso fondamentale a questo tipo di lavoro è data dalla ricerca militare nelle tecnologie di spionaggio.
Un settore in pieno sviluppo è rappresentato anche dai sistemi per la manipolazione con ritorno di forza, le cosiddette interfacce aptiche.

## Possibili pericoli
La preoccupazione sulla competizione di robot con i loro creatori, che li porterebbe a ribellarsi o addirittura sterminare la specie umana, è fortemente influenzata dalla narrativa fantascientifica. Nella serie di racconti Io, robot, Isaac Asimov enunciò le Tre leggi della robotica nel tentativo di controllare la competizione fra robot ed esseri umani:
1. Un robot non può recar danno a un essere umano, né permettere che, a causa della propria negligenza, un essere umano patisca danno.
2. Un robot deve sempre obbedire agli ordini degli esseri umani, a meno che contrastino con la Prima Legge.
3. Un robot deve proteggere la propria esistenza, purché questo non contrasti con la Prima o la Seconda Legge.

La soluzione del problema però non è così semplice: Asimov stesso ha basato molti dei suoi racconti e romanzi sui problemi dell'applicabilità e sufficienza delle Tre Leggi. Le leggi che potrebbero o dovrebbero applicarsi ai robot o ad altro "capitale autonomo" in cooperazione o in competizione con gli esseri umani ha stimolato l'indagine macroeconomica di tale competizione da parte di Alessandro Acquisti che si è basato su un lavoro molto più vecchio di John von Neumann.
Le macchine che nella realtà vengono comunemente chiamate robot sono dei semplici meccanismi automatici, capaci di muoversi ma solo in base alle precise istruzioni fornitegli. Non hanno né volontà, né coscienza di sé o del mondo che li circonda. Quindi gli eventuali incidenti che possono accadere (come a Jackson nel Michigan, il 21 luglio 1984, un robot industriale schiacciò un operaio contro una sbarra di sicurezza) non sono concettualmente diversi dagli incidenti provocati dal crollo di un pavimento. Gli scenari fantascientifici di "rivolta" dei robot contro gli esseri umani non sono impossibili, ma presuppongono che i robot in futuro possano diventare assai più sofisticati e utilizzare un livello molto avanzato di intelligenza artificiale.
Oltre ai problemi etici di responsabilità dei robot,vi sono i problemi di carattere penale di difficile soluzione ad esempio nell'autovettura autonoma.
In campo militare forti preoccupazioni sono emerse per i robot autonomi armati tanto che nel 2015 Max Tegmark si è fatto promotore di una lettera di denuncia dei pericoli insiti nella corsa agli armamenti, di armi autonome che scelgono e colpiscono i bersagli senza l'intervento umano e che per la loro economicità saranno alla portata di chiunque, la lettera è stata sottoscritta da Stephen Hawking  e da migliaia di illustri ricercatori di IA e di robotica.
Nel settembre 2018 il Parlamento Europeo emette una Risoluzione sui pericoli derivanti da robot con sistemi d'arma completamente autonomi

### Categorie di relazione con i robot
Kevin Kelly ha individuato quattro categorie di relazione che abbiamo con i robot :
- Lavori che gli umani sono in grado di svolgere ma che i robot sanno fare meglio;
- Lavori che gli umani non sanno svolgere, ma i robot sì;
- Lavori che non sapevamo di voler fare;
- Lavori che solo gli umani potranno fare, inizialmente.[18]

## Competizioni

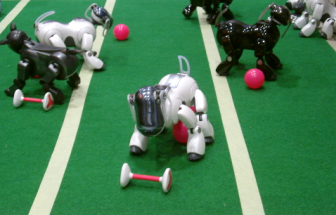
Competizione tra cani robot.

Dean Kamen, fondatore di FIRST, e dell'American Society of Mechanical Engineers (ASME) ha creato un forum competitivo che ispira i giovani, le loro scuole e le comunità ad apprezzare la scienza e la tecnologia.
Le loro Robotics Competition sono delle competizioni multinazionali che riuniscono giovani e professionisti per risolvere un problema di progettazione ingegneristica in modo intenso e competitivo. Nel 2003 le competizioni hanno interessato più di 20.000 studenti suddivisi in oltre 800 squadre per 24 competizioni. Le squadre provenivano da Canada, Brasile, Regno Unito e Stati Uniti. Contrariamente alle competizioni di sumo robotico che si svolgono regolarmente in alcuni luoghi, o le competizioni tra robot da battaglia mostrate in televisione, queste comprendono la fase di creazione del robot.
RoboCup è un'organizzazione dedicata allo sviluppo di una squadra di robot completamente autonomi, che sia in grado di vincere entro il 2050 una partita di calcio contro la squadra campione del mondo. Esistono molte e diverse federazioni, che vanno dai robot a ruote a quelli a quattro zampe, solo verso il 2004 sono iniziate le competizioni per robot umanoidi, per i quali si riscontrano ancora problemi di stabilità nella deambulazione. A differenza di altre manifestazioni, la Robocup ha degli scopi soprattutto scientifici, i membri sono soprattutto rappresentanti di università, ed è sempre accompagnata da convegni dove si illustrano le nuove scoperte.

## Influenza nel cinema
- Il primo film, ancora muto, in cui si vede "recitare" un robot è Metropolis (1927), diretto dal regista Fritz Lang.
- Un famoso automa, Robby il robot, compare nel 1956 nel film di fantascienza Il pianeta proibito, diretto da Fred M. Wilcox.
- Due robot tra i più famosi in ambito cinematografico sono C-3PO ed R2-D2. I due, amici inseparabili, compaiono nella celebre saga Guerre stellari ideata dal regista George Lucas.
- Protagonisti di Blade Runner (Ridley Scott, 1982) sono alcuni organismi biologici col DNA modificato artificialmente, chiamati "replicanti", che possiedono una forza superiore a quella umana ma una longevità molto ridotta (appena 4 anni): i replicanti non sono comunque né dei robot né degli androidi.
- Un "robot-attore" di fama indiscussa è Terminator, protagonista dell'omonimo film del 1984 diretto da James Cameron.
- Del 1987 è il film RoboCop, diretto da Paul Verhoeven. La pellicola ha come protagonista un "robot-poliziotto", che attraverso una programmazione informatica acquisisce tre direttive inviolabili: “ordine pubblico totale”, “proteggere gli innocenti” e “far rispettare la legge”.
- Per quanto riguarda il campo militare, è da ricordare il film del 1996 Solo.

## Robotici famosi
- Ronald Arkin, Georgia Tech College of Computing
- Rodney Brooks, MIT AI Lab
- Reymond Clavel, Inventore del robot Delta, Scuola politecnica federale di Losanna, LSRO
- George Devol, creatore del primo robot industriale
- Joseph F. Engelberger, fondatore con Devol della Unimation Inc.
- Chico McMurtrie, fondatore della Amorphic Robot Works
- Hans Moravec, CMU Robotics Institute
- Masahiro Mori
- Bruno Siciliano, presidente della IEEE Robotics and Automation Society dal 2005
- Sebastian Thrun, ex direttore del laboratorio di Intelligenza Artificiale della Stanford University
- Mark Tilden, LANL
- Red Whittaker, CMU Robotics Institute
- Victor Scheinman, creatore del robot PUMA

### Robot commerciali
- Aibo
- ASIMO
- iCub
- InMoov
- Nabaztag
- NAO (robot)

### Androidi femminili
- Actroid
- EveR-1
- Project Aiko
- Repliee Q1

### Tipi di robot
- Aeromobile a pilotaggio remoto
- Androide
- Animatronica
- Cyborg
- Ginoide
- Mecha
- Nanorobot
- Robot industriale
- Robot militare
- Rover (astronautica)
- Sonda spaziale
- Telescopio robotico

### Scienze e teorie
- Le Tre leggi della robotica di Isaac Asimov
- Scienza dell'automazione
- Cibernetica
- Intelligenza artificiale
- Nanotecnologia
- Rete neurale
- Roboetica
- Robotica
- Presenza (concetto)
- Controllo automatico
- Scienze cognitive